# Bestik (navigation)
 For alternative betydninger, se Bestik. (Se også artikler, som begynder med Bestik)
Bestik er den position, som navigatører i gamle dage beregnede som skibets mulige position. Da man ikke kunne bestemme længdegraden, måtte man forsøge at beregne, hvor man var, vha. en tidligere angiven position og den holdt kurs og afstanden, der var sejlet siden.
Bestik er i princippet den maritim betegnelse om at føre regnskab over ens kendte positioner i forbindelse med maritim navigation. Dette kræver en nøje journalisering i en logbog af sidste kendt position, med angivelse af længdegrad og breddegrad, samt kurs og fart på et givent tidspunkt. Typisk gentages en logføring over disse parametre ved faste tidsintervallerne, eksempelvis hver halve time. Denne positionsbestemmelse kan foregå vha. GPS koordinater indhentet fra skibets elektronisk navigationsudstyr eller ved pejlinger mod kendte objekter. 
At føre bestik er brugt også den dag i dag (2021) også selvom de fleste skibe har avancerede elektroniske navigationssystemer.  
Ved at føre bestik kan der til enhver tid rekonstrueres en sejlads i tilfælde hvor det måtte være nødvendigt, eksempelvis hvis ens GPS-navigationsudstyr går i stykker og på den måde, ved at kigge tilbage i tiden i sin logbog, kan navigatører regne sig frem til et såkaldt gissede sted dvs. en position man ude fra tidligere observationer forventer at skibet befinder sig i. Ved kystnavigation kan der vha. pejlinger på bl.a. kendte objekter ved landjord positionsbestemmes, hvilket inden for maritim navigation betegnes som observeret sted.